# Willum Worm (justitiarius)
 Der er flere personer med dette navn, se Willum Worm.
Willum Worm (født 11. september 1633 i København, død 17. marts 1704 sammesteds) var en dansk justitiarius og kongelig historiograf.
Worm var søn af professor Ole Worm (død 1654) og dennes anden hustru, Susanne Madsdatter. Han blev undervist i hjemmet til sit 14. år, inden han sattes i Københavns Skole, hvorfra han 1650 sendtes til Københavns Universitet, ved hvilket han med Thomas Bartholin som privatpræceptor især kastede sig over filosofiske og teologiske studier. Allerede 1652 gjorde han sin første rejse, idet han fik lejlighed til at ledsage Erik Rosenkrantz og Peder Reedtz på deres ambassade til England. Efter at han 1653 havde taget magistergraden, tiltrådte han sin vidtløftige studierejse, fra hvilken han først 10 år efter vendte hjem. Over Leiden, hvor Worm studerede to år, gik rejsen til Tyskland, Frankrig og Italien med lange ophold i Padova, hvor han 1657 erhvervede den medicinske doktorhat og var den germanske nations bibliotekar (dvs. bibliotekar for gruppen af studerende, der talte germanske sprog), Mantua, Rom og Paris, hvor han kom i nær forbindelse med Hannibal Sehested. Fra Montpellier stod han i begreb med at gøre en afstikker til Spanien, da han 1662 blev udnævnt til professor i fysik ved universitetet i København, hvor han indtraf næste år og 1664 tiltrådte sit embede.
Gennemgribende forandringer var sket i de mange år, Worm ikke havde set sit fædreland. Svenskekrigen og den nye regeringsform (enevælde) med dens følger behøver kun at nævnes. Der var ganske andre muligheder nu end tidligere for en mand med Worms evner og uddannelse. Lægevidenskaben var vistnok hans hovedstudium, men der var næppe mange sider af den menneskelige viden, som var ham fremmede, og som han ikke i biblioteker og museer havde studeret med flid; dertil havde den mangeårige omgang med lærde og verdensmænd af de forskelligste nationaliteter udviklet hos ham en usædvanlig dannelse og menneskekundskab. Lidt efter lidt fandt hans mangesidige dygtighed anvendelse. Mens han ved universitetet rykkede op til det medicinske professorat og valgtes gentagne gange til rektor (1677, 1679 og 1686), blev han 1671 sin ungdomsven Peder Schumacher Griffenfelds efterfølger som bibliotekar ved kongens bibliotek, et embede, som han beklædte til sin død, i sine senere år dog kun nominelt, da andre vigtige forretninger optog hans tid. Det faldt i hans lod at flytte biblioteket til den bygning ved Christiansborg, hvor Rigsarkivet nu hører hjemme, og samtiden roste i stærke udtryk hans omhu for dets ordning og systematiske opstilling.
Allerede 1668 havde Worm fået befaling til at optage fortegnelse over indholdet af Kongens Kunstkammer, der for en stor del skrev sig fra hans faders museum, Museum Wormianum, hvis katalog Worm under sit ophold i Leiden havde besørget trykt, og 1673 fik han overtilsynet med Kunstkammeret. At Worm under disse forhold ikke fik megen tid til praktisk lægevirksomhed, er indlysende; end mindre blev det tilfældet, da han 1679 fik sæde i Højesteret, hvor han 1690 efterfulgte sin morbroder, gehejmeråd Michael Vibe, som justitiarius og ledede rettens arbejde med dygtighed og energi. Ikke nok hermed, også i Danske Kancelli blev han embedsmand ved 1684 at udnævnes til kancelliråd; 1687 blev han justitsråd, 1690
etatsråd og 1694 konferensråd; dette sidste var dog kun en titel. Endelig var han senest fra 1679 kongelig historiograf. At han kunne overkomme alle sine heterogene embeder er ufatteligt, selv om han i sine sidste år som den ældste professor ved universitetet var fritaget for at holde forelæsninger. Som medlem af konsistorium havde han stor indflydelse på universitetets forhold, og hans stemme gjaldt her som et orakel. Som så mange andre af den tids høje embedsmænd måtte han desuden arbejde i de mest forskellige kommissioner. I mange år sad han i bestyrelsen for hovedstadens vandvæsen, 1683 var han medlem af revisionskommissionen til undersøgelse af projektet til Norske Lov, 1685 blev det ham i forening med Ole Borch overdraget at revidere Peder Hansen Resens Atlas Danicus, og til de såkaldte kommissioner i slottets rådstue var han i sine senere år ofte kaldet.
Worms litterære virksomhed var, som man kunne vente det af en så optaget mand, kun ubetydelig. I manuskript har han som kongelig historiograf efterladt et annalistisk arbejde over Christian 4.s regeringstid (uddrag udgivet i Danske Samlinger for Historie, Topographi, Personal- og Literaturhistorie 2. række, bind 3). Den kostbare samling af nordiske, især islandske håndskrifter, som han for størstedelen havde arvet efter sin fader, gik til grunde ved Københavns brand 1728 i hans søns, Sjællands Biskop Christen Worms, bibliotek.
Hans private liv var lykkeligt. 6. november 1666 havde han ægtet Else Luxdorph, en søster til oversekretær Bolle Luxdorph, født 11. december 1647 og opdraget i Peder Hansen Resens hus. Hun fødte ham otte børn. Udover biskoppen må nævnes professor Ole Worm. I sine sidste år var Worm svagelig og nedbøjet af gigt og døde 17. marts 1704 i sin gård på Gammeltorv. Hans enke, der stiftede et legat til fordel for fattige i Ribe, hvortil hun under pesten 1711 var flygtet, som udtryk for sin taknemmelighed over, at hendes nærmeste var blevet skånet i den farlige tid, overlevede ham til 5. februar 1722.